# Discestra microdon
Discestra microdon là một loài bướm đêm trong họ Noctuidae.